# Hyparpax
Hyparpax is een geslacht van vlinders van de familie tandvlinders (Notodontidae).

## Soorten
- H. aonides Strecker, 1899
- H. aurora (Aboth & Smith, 1797)
- H. perophoroides Strecker, 1876
- H. venus Neumoegen, 1892